# Danilo Lagbas
Danilo P. Lagbas (Sugbongcogon, 25 januari 1952 - Quezon City, 7 juni 2008) was een Filipijns politicus.
Als lid van Lakas-CMD werd Lagbas in de verkiezingen van 2004 namens het eerste kiesdistrict van de provincie Misamis Oriental als afgevaardigde in het Huis van Afgevaardigden gekozen. In de verkiezingen van 2007 werd hij herkozen.
Voor zijn verkiezing tot afgevaardigde was Lagbas vicegouverneur van zijn geboorteprovincie Misamis Oriental. Daarvoor, in de jaren tachtig, was hij burgemeester van zijn geboortedorp Sugbongcogon.
Danilo Lagbas overleed op 56-jarige leeftijd aan de gevolgen van long- en leverkanker.